# إدغام المتحركين
إدغام المتحركين في علم اللغة هو عملية صوتية لتغيير الصوت يُدمج فيها حرفين متحركين متجاورين داخل الكلمة في مقطع واحد. بتعريف آخر في اللغات الأوربية عد الصوتين المتتالين صوتًا واحدًا مراعاة للوزن. ففي الكلمة الإنكليزية creation لا نعد صوتي اللين (a وe) صوتين مقطعيين بل يتكون منهما عادة نوع من الياء. والقريب من هذا في العربية تسهيل الهمزة في مثل أَأْمَن فإنها تتحول إلى آمن إلا أن الصوت الثاني في المثال العربي ليس متحركًا.